# 23162 Алекскрук
23162 Алекскрук (2000 FX48, 1998 VL45, 23162 Alexcrook) — астероїд головного поясу, відкритий 30 березня 2000 року.
Тіссеранів параметр щодо Юпітера — 3,477.